# Tone Janša
Anton 'Tone' Janša  (Ormož, 5 mei 1943) is een Sloveense jazzmuzikant (saxofoon, fluit), componist en muziekpedagoog.

## Carrière
Janša beëindigde in 1975 zijn instrumentale studie aan de Musikhochschule Graz met diploma voor klassieke en jazzsaxofoon. Na meerdere studies aan het Berklee College of Music in de Verenigde Staten keerde hij terug naar Joegoslavië.
Al tijdens zijn studie formeerde hij in 1972 zijn eigen kwartet, vooreerst met André Jeanquartier, Ewald Oberleitner en John Preininger. In 1974 werd hij lid van de RTV Ljubljana Big Band, waarin hij tot 1984 werkzaam was en bij talrijke producties was betrokken. Met zijn band was hij onderweg op talrijke tournees door Europa, maar ook in India en de toenmalige Sovjet-Unie. Sinds 1988 was hij werkzaam als docent aan de Universität für Musik und Darstellende Kunst in Graz. Hij is ook te horen op geluidsdragers en producties met Aladár Pege, Gustav Brom, Mladi Levi en het Swing & Musical Orchester Graz.

## Discografie
- 1976/1978: Bouyancy (Kudos, met André Jeanquartier, Ewald Oberleitner, John Preininger)
- 1983: Goa (met Dejan Pečenko, Andy Lumpp, Bernd Dietrich, Slavko Avsenik, Jr., Gerhard Wennemuth, Adelhard Roidinger, Karel Novak, Ratko Divjak)
- 1986: Tone Jansa Quartet featuring Woody Shaw Dr. Chi (Timeless, met Renato Chicco, Peter Herbert, Alexander Deutsch)
- 2016: Long Way (met Renato Chicco, Fillipp Zarfl, Drago Gajo)

- CiNii: DA18088103
- Gemeinsame Normdatei: 134589661
- International Standard Name Identifier: 0000 0000 7254 9597
- MusicBrainz: 3061bd06-185f-419a-aa82-371bac58b0b5
- Virtual International Authority File: 64426503
- WorldCat: E39PBJbM84WTGffP8tWFvWXPQq